# Abigail Rencheli
Abigail Rencheli (* 5. April 2002 in Sarasota) ist eine moldawisch-US-amerikanische Tennisspielerin.

## Karriere
Rencheli begann mit fünf Jahren das Tennisspielen und bevorzugt Hartplätze. Sie spielt vorrangig Turniere der ITF Women’s World Tennis Tour, bei denen sie bislang neun Titel im Doppel gewinnen konnte.

### College Tennis
Von 2019 bis 2023 spielte Rencheli für die Wolfpacks der North Carolina State University.

## Turniersiege

### Doppel
| Nr. | Datum            | Turnier   | Kategorie | Belag     | Partnerin                | Finalgegnerinnen                   | Ergebnis          |
| --- | ---------------- | --------- | --------- | --------- | ------------------------ | ---------------------------------- | ----------------- |
| 1.  | 13. August 2022  | Cancun    | ITF W15   | Hartplatz | Gabriella Broadfoot      | Mao Mushika Mio Mushika            | 6:5 Aufgabe       |
| 2.  | 15. Juli 2023    | Saskatoon | ITF W60   | Hartplatz | Alana Smith              | Stacey Fung Karman Thandi          | 4:6, 6:4, [10:7]  |
| 3.  | 14. Oktober 2023 | Florence  | ITF W25   | Hartplatz | Alana Smith              | Ayana Akli Nicole Khirin           | 3:6, 7:68, [10:6] |
| 4.  | 28. Oktober 2023 | Tyler     | ITF W80   | Hartplatz | Amelia Rajecki           | Anna Rogers Alana Smith            | 7:5, 4:6, [16:14] |
| 5.  | 26. Oktober 2024 | Kayseri   | ITF W35   | Hartplatz | Isabella Barrera Aguirre | Dalila Jakupović Ankita Raina      | 6:3, 2:6, [10:6]  |
| 6.  | 12. April 2025   | Monastir  | ITF W15   | Hartplatz | Esther Adeshina          | Josy Daems Vilma Krebs Hyllested   | 6:3, 6:74, [10:6] |
| 7.  | 26. April 2025   | Monastir  | ITF W15   | Hartplatz | Hibah Shaikh             | Zeel Desai Anastassija Gurjewa     | 6:4, 6:2          |
| 8.  | 7. Juni 2025     | Sumter    | ITF W75   | Hartplatz | Tara Moore               | Liang En-shuo Ma Yexin             | 7:5, 6:2          |
| 9.  | 5. Juli 2025     | Cary      | ITF W100  | Hartplatz | Ayana Akli               | Gabriella Broadfoot Maddy Zampardo | 6:3, 6:2          |

## Auszeichnungen
- 2022 ITA All-American, Singles
- 2022 All-ACC, Second Team
- 2023 ACC All-Academic

## Persönliches
Abigail ist die Tochter von Sam und Lana Rencheli, hat eine ältere Schwester Sisilia, die an der Quinnipiac University College-Tennis spielt.